# Acraea camaena
Acraea camaena is een vlinder uit de familie van de Nymphalidae. De wetenschappelijke naam van de soort is voor het eerst gepubliceerd in 1773 door Dru Drury.

## Verspreiding
De soort komt voor in Zuid-Senegal, Gambia, Guinea-Bissau, Guinee, Sierra Leone, Burkina Faso, Liberia, Ivoorkust, Ghana, Zuid-Benin, Zuid-Nigeria, Kameroen, Equatoriaal Guinee (Bioko), Gabon, Congo-Brazzaville en Angola.

## Habitat
Het habitat bestaat uit de drogere bossen en bossen aan de kust met open plekken.

## Waardplanten
De rups leeft op Premna hispida Benth. (Verbenaceae) en Barteria pubescens (Sol. ex R.Br.) Byng & Christenh. (Passifloraceae).